# 1,1,1,2-四氯乙烷
1,1,1,2-四氯乙烷，别名R-130a，是一种有机氯化合物。它为无色液体，有类似三氯甲烷的香味。它用作溶剂，用来制备木油与清漆。